# 성주 응와종택
성주 응와종택(星州 凝窩宗宅)은 대한민국 경상북도 성주군 월항면 대산리에 있는 조선시대의 건축물이다. 1983년 6월 20일 경상북도의 민속문화재 제44호로 지정되었다.

## 개요
사도세자를 호위하던 무관 이석문이 살던 곳으로, 이석문은 사도세자가 죽은 뒤 세자를 그리워하여 조선 영조 50년(1774)에 북쪽으로 사립문을 내고 평생을 이곳에서 은거하며 살았다. 순조 21년(1821)에 손자 이규진이 안채와 사랑채를 새로 지었으며, 사랑채는 고종 3년(1866)에 다시 지어 오늘에 이르고 있다.
원래는 안채와 사랑채를 비롯하여 장판각, 안대문채, 마굿간, 아래채 등이 있었으나, 지금은 없어져 전해지지 않는다. 사랑채와 안채가 ㅁ자형을 보이고 있으며, 솟을대문이 남아 있어 당시 고관가옥의 특색을 보여주고 있다.
이 집은 비교적 연대를 믿을 수 있는 건물로 한옥 주택사 연구에 도움이 되는 좋은 자료이다.

## 지정 목록
| 번호   | 사진 | 명칭            | 소재지                        | 관리자 (단체) | 지정일               | 참조 |
| 44-1호 |      | 안채 (안채)     | 경북 성주군 월항면 대산리 421 | 이수학        | 1983년 6월 20일 지정 |      |
| 44-2호 |      | 사랑채 (사랑채) | 경북 성주군 월항면 대산리 421 | 이수학        | 1983년 6월 20일 지정 |      |
| 44-3호 |      | 아래채 (아래채) | 경북 성주군 월항면 대산리 421 | 이수학        | 1983년 6월 20일 지정 |      |
| 44-4호 |      | 북비 (北扉)     | 경북 성주군 월항면 대산리 421 | 이수학        | 1983년 6월 20일 지정 |      |
| 44-5호 |      | 대문채 (대문채) | 경북 성주군 월항면 대산리 421 | 이수학        | 1983년 6월 20일 지정 |      |
| 44-6호 |      | 사당 (사당)     | 경북 성주군 월항면 대산리 421 | 이수학        | 1983년 6월 20일 지정 |      |

## 같이 보기
- 사도세자

## 참고 자료
- 성주 응와종택 - 국가유산청 국가유산포털